# Bocken i paradiset
Bocken i paradiset (danska: Det Tossede paradis) är en dansk film från 1962 i regi av Gabriel Axel.
Långt ute i Kattegatt ligger den lilla vindpinade ön Trangø, hem för de berömda Trangø-äggen. Förutom att vara större och vitare än alla andra, kan dessa ägg tända en eld under varje kvinnas kjolar. Öborna äter mer ägg än på någon annan plats, men för närvarande är det annat som upptar de boende. I dessa dagar står kyrkofullmäktigevalet för dörren, och allt tyder på att partiet Lycksalighetens Vänner, som leds av Angelus Bukke, kommer att avgå med segern.

## Rollista (i urval)
- Dirch Passer - Angelus Bukke
- Ove Sprogøe -   Simon
- Hans W. Petersen - Thor Bukke
- Ghita Nørby - Edith Ibenholdt
- Paul Hagen - Vicar Poul Ibenholdt
- Bodil Steen - Minister Bertha Viginius